# 放電加工技能士
放電加工技能士（ほうでんかこうぎのうし）とは、国家資格である技能検定制度の一種で、都道府県知事（問題作成等は中央職業能力開発協会、試験の実施等は都道府県職業能力開発協会）が実施する、放電加工に関する学科及び実技試験に合格した者をいう。
なお職業能力開発促進法により、放電加工技能士資格を持っていないものが放電加工技能士と称することは禁じられている。
放電加工技能士は、職業訓練指導員 (機械科)の実技試験免除資格になっている。

## 区分
放電加工の中で形彫り放電加工作業、数値制御形彫り放電加工作業、ワイヤ放電加工作業に分かれる。

## 級別
形彫り放電加工作業、数値制御形彫り放電加工作業、ワイヤ放電加工作業ともに1級、2級の別がある。

## 実技作業試験内容

### 放電加工(形彫り放電加工作業)
- 1級
  - 作業試験：形彫り放電加工機を使用し、支給材料(S55C)に銅電極で所定の寸法の穴あけを行う。試験時間＝4時間
  - ペーパーテスト：放電加工性能表等による加工条件の設定、放電(通電)時間の見積り等について行う。試験時間＝1時間
- 2級：形彫り放電加工機を使用し、支給材料(S55C)に銅電極で所定の寸法の穴あけを行う。試験時間＝4時間30分

### 放電加工(数値制御形彫り放電加工作業)
- 1級
  - 作業試験：数値制御形彫り放電加工機を使用し、支給材料(S55C)に銅電極で所定の寸法の加工を行う。試験時間＝4時間30分（ただし、加工中に次のプログラム入力ができない機械の場合は、5時間とする。）
  - ペーパーテスト：放電加工性能表等による加工条件の設定、放電(通電)時間の見積り等について行う。試験時間＝1時間
- 2級：数値制御形彫り放電加工機を使用し、支給材料(S55C)に銅電極で所定の寸法の加工を行う。試験時間＝4時間30分（ただし、加工中に次のプログラム入力ができない機械の場合は、5時間とする。）

### 放電加工(ワイヤ放電加工作業)
- 1級
  - 作業試験：自動プログラミング装置、ワイヤ放電加工機及びワイヤ電極φ0.2(黄銅)又はφ0.25(黄銅)を使用し、支給材料(20×40×60,SKD11)から、互いにはめ合わせられる4部品(テーパ加工を含む)のワイヤ放電加工を行う。試験時間＝5時間（トランジスタ開閉回路で浸漬方式の場合）、5時間30分（トランジスタ開閉回路で噴流方式の場合）、6時間（コンデンサ充放電回路で浸漬方式の場合）、6時間30分（コンデンサ充放電回路で噴流方式の場合）
  - ペーパーテスト：放電加工性能表等による加工条件の設定、放電(通電)時間の見積り等について行う。試験時間＝1時間
- 2級：自動プログラミング装置、ワイヤ放電加工機及びワイヤ電極φ0.2(黄銅)又はφ0.25(黄銅)を使用し、支給材料(20×40×60,SKD11)から、互いにはめ合わせられる4部品のワイヤ放電加工を行う。試験時間＝5時間（トランジスタ開閉回路で浸漬方式の場合）、5時間30分（トランジスタ開閉回路で噴流方式の場合）、6時間（コンデンサ充放電回路で浸漬方式の場合）、6時間30分（コンデンサ充放電回路で噴流方式の場合）